# São Luís Gonzaga do Maranhão
São Luís Gonzaga do Maranhão is een gemeente in de Braziliaanse deelstaat Maranhão. De gemeente telt 19.877 inwoners (schatting 2009).